# Gepijlde grasmot
De gepijlde grasmot (Agriphila geniculea) is een vlinder uit de familie grasmotten (Crambidae).
De spanwijdte van de gepijlde grasmot bedraagt tussen de 20 en 26 millimeter. De vlinder komt voor in Europa en delen van Noord-Afrika. De soort overwintert als rups.

## Waardplanten
De gepijlde grasmot heeft soorten uit de grassenfamilie als waardplant.

## Voorkomen in Nederland en België
De gepijlde grasmot is in Nederland en in België een vrij algemene soort, behalve op het vasteland van de noordelijke provincies van Nederland, waar de soort niet wordt gezien. De soort kent één generatie die vliegt van eind juli tot in oktober.